# Người Isan
Người Isan (tiếng Thái: คนอีสาน, RTGS: Khon Isản, phát âm tiếng Thái: [kʰōn ʔīːsǎːn]; tiếng Lào: ຄົນອີສານ) hoặc người Đông Bắc Thái Lan là nhóm dân tộc có vùng cư trú truyền thống là Đông Bắc Thái Lan, hay vùng "Isan" với khoảng 22 triệu người . Giống như người Thái (Xiêm) và người Lào, họ thuộc họ ngôn ngữ của các sắc tộc Thái, về hình thức có thể gọi là tiếng Isan.
Theo nghĩa rộng hơn, tất cả những người đến từ 20 tỉnh phía đông bắc Thái Lan có thể được gọi là khon isan (người Isan). Theo nghĩa hẹp hơn thì thuật ngữ này chỉ đề cập đến người dân tộc Lào chiếm đa số dân cư ở hầu hết các khu vực. Sau khi tách Isan khỏi nhà nước Lào, hội nhập vào quốc gia Thái Lan và chính sách "Thái hóa" (Thaification) của chính phủ trung ương, họ đã phát triển một bản sắc khu vực khác biệt với cả người Lào của Lào và người Thái ở Trung Thái Lan. Các thuật ngữ thay thế cho nhóm này là T(h)ai Isan , Thái-Lào , Lao Isan , hoặc Isan Lao.
Hầu hết tất cả cư dân của vùng Isan là công dân Thái Lan. Tuy nhiên, phần lớn trong số họ (khoảng 80%)  là người Lào và nói một biến thể của tiếng Lào khi ở nhà (tiếng địa phương Lào được nói ở Đông Bắc Thái Lan gọi là tiếng Isan). Để tránh phải chịu những định kiến và nhận thức xúc phạm liên quan đến những người nói tiếng Lào, hầu hết thích tự gọi mình là khon isan .

## Vị thế chính thức
Chính sách của Thái Lan không coi người Isan là một dân tộc riêng biệt, mà chính thức coi tất cả các nhóm người thuộc sắc tộc Thái sống ở Thái Lan là một phần của người dân Thái Lan. Điều này đã hạ thấp rõ rệt mối quan hệ họ hàng Lào của họ và dẫn đến sự phát triển một bản sắc khu vực Isan riêng biệt .